# 石家冲街道
石家冲街道是中华人民共和国湖南省湘西土家族苗族自治州吉首市下辖的一个街道办事处。

## 行政区划
石家冲街道下辖以下村级行政区划单位：
营庄社区、桐油坪社区、石家冲社区、荣昌坪社区、寨阳村、曙光村、庄稼村、力溪村和勤丰村。